# オペレーション・ワープ・スピード

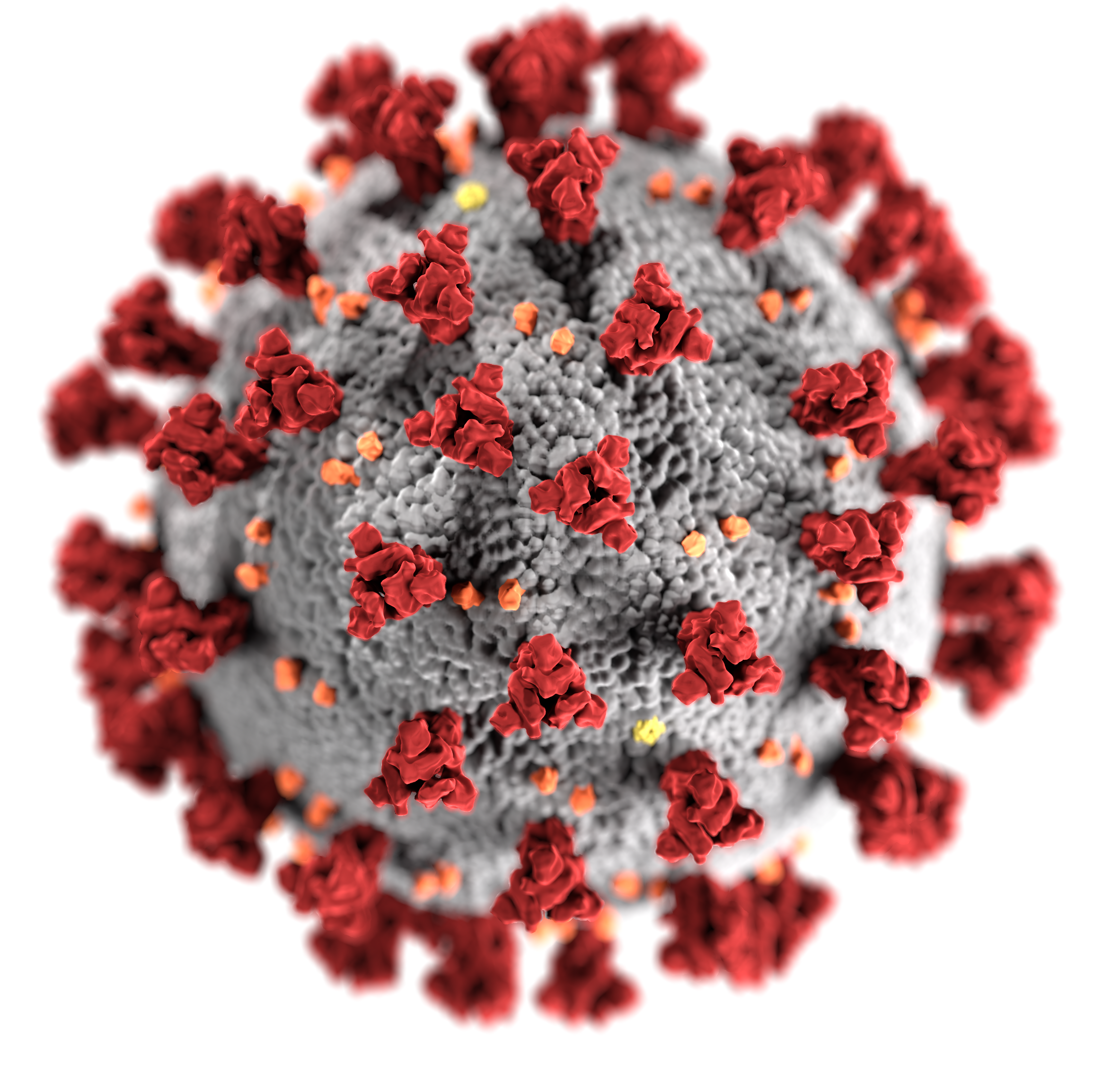
新型コロナウイルスの構造
赤い突起はスパイクタンパク (S)
灰色の被膜はエンベロープ（主成分は脂質でアルコールや石鹸で破壊できる）
黄色の付着物はエンベロープタンパク
オレンジの付着物は膜タンパク質

オペレーション・ワープ・スピード（英: Operation Warp Speed、略称: OWS）は、COVID-19のワクチン、治療法、診断法（医療対策）の開発、生産、流通の加速を目的とするアメリカ合衆国連邦政府による国家プログラム。

## 概要
これはCOVID-19のワクチン、治療法、診断法（医療対策）の開発、生産、流通の加速を目的とする国家プログラムで、アメリカ合衆国の研究機関である疾病対策センター（CDC）、国立衛生研究所（NIH）、生物医学先端研究開発局（BARDA）、食品医薬品局（FDA）、国防総省（DOD）、農務省（USDA）、エネルギー省（DOE）、退役軍人省（VA）の連邦政府機関と民間企業が、総力を結集してワクチンの開発に取り組む。
2020年5月15日にモンセフ・スラウイ博士 (Moncef Slaoui) が最高顧問 (CA) として、またギュスターブ・ペルナ将軍 (Gustave F. Perna) が最高執行責任者 (COO) として任命された。トランプ政権からバイデン政権への政権交代に伴い2021年2月末に、ワープスピード作戦の責任は、ホワイトハウスのCOVID-19対応チームに移管された。